# Драмсна
Драмсна (англ. Drumsna; ирл. Droim ar Snámh, Дримь-ар-Снав, «перевал у купальни») — деревня в Ирландии, находится в графстве Литрим (провинция Коннахт) в шести километрах восточнее от Каррик-он-Шаннона у реки Шаннон на трассе N4.
Местная железнодорожная станция была открыта 1 сентября 1863 года и закрыта 17 июня 1963 года.

## Демография
Население — 217 человек (по переписи 2006 года). В 2002 году население составляло 173 человек.
Данные переписи 2006 года:
| Общие демографические показатели |               |                               |                               |      |      |
| Всё население                    | Всё население | Изменения населения 2002—2006 | Изменения населения 2002—2006 | 2006 | 2006 |
| 2002                             | 2006          | чел.                          | %                             | муж. | жен. |
| 173                              | 217           | 44                            | 25,4                          | 106  | 111  |